# Happy hardcore
Happy hardcore je glazbeni stil koji se svrstava pod elektroničku glazbu. Kako bi se postigao stil happy hardcorea, smanjuje se kvaliteta zvuka prilagođavanjem komercijalnim apetitima. Brzina ne prijelazi više od 200 bpm-a (Beats per Minute), a melodija se ne postavlja na sve korake (steps) unutar beata ili se naknadno briše kako bi je publika mogla lakše pratiti i pjevušiti. Uz glazbu često se dodaju vokali sa sentimentalnim tekstovima. Ova vrsta glazbe često se povezuje s gabberom.